# Exortae in ista
Exortae in ista è un'enciclica antimassonica di papa Pio IX, pubblicata il 20 aprile 1876, scritta all'Episcopato del Brasile per denunciare i mali della Massoneria.